# 九宣闸
九宣闸位于中华人民共和国天津市静海区唐官屯镇南部，南运河东侧，马厂减河西端。建于清光绪六年（1880年），以宣泄九派之水而得名。条石砌筑，四墩五孔。闸旁立清光绪十七年（1891年）直隶总督李鸿章书写的碑文。2011年3月31日被列入首批静海县文物保护单位。